# Stara Synagoga w Stargardzie
Stara Synagoga w Stargardzie – pierwsza główna synagoga gminy żydowskiej w Stargardzie, znajdująca się przy dzisiejszej ulicy Mickiewicza (d. Horst-Wessel-Straße).
Stargardzka gmina żydowska w Stargardzie długo musiała czekać na swoją własną świątynię. Wcześniej nabożeństwa odbywały się w prywatnych mieszkaniach i wynajmowanych pomieszczeniach. Synagoga została wzniesiona na początku XIX wieku, następnie w 1851 (lub 1857 roku) rozbudowano ją.
W związku z brakiem miejsca w synagodze rozpoczęto budowę nowej synagogi, którą oddano do użytku w 1913.
Obecnie w budynku dawnej synagogi znajduje się sklep z zabawkami.